# Chasdaj Crescas
Chasdaj Crescas, född omkring 1340, död 1410/1411, var en spansk-judisk religionsfilosof.
Crescas var rabbin i Zaragoza. Under intryck av de svåra judeförföljelserna 1391, varvid Crescas ende son mördades, skrev han för att styrka sina trosfränder en vederläggning av de kristna dogmerna (på spanska, senare bearbetad på hebreiska) och framställde i Or Adonaj (tryckt först 1556) den judiska uppenbarelseläran som motsatt Maimonides rationalistiska tankesystem. Crescas tankar hade inflytande på Spinoza, men har annars haft ganska liten betydelse inom judendomen.